# Ferran Torres
Ferran Torres García (født 29. februar 2000) er en spansk professionel fodboldspiller, som spiller for La Liga-klubben FC Barcelona og det spanske landshold.

## Klubkarriere

### Valencia
Torres begyndte sin karriere hos Valencia, hvis ungdomsakademi han havde været del af siden han var seks år gammel. Han gjorde sin professionelle debut den 30. november 2017. Torres gjorde sin debut i La Liga kort efter den 16. december 2017 og blev her den første spiller født i det 21. århundrede til at spille i ligaen.

### Manchester City
Torres skiftede til Manchester City i august 2020, og overtog nummer 21, som tidligere var blevet brugt af David Silva. Torres debuterede for City den 21. september 2020.
Torres scorede et hattrick for City i en kamp imod Newcastle United den 14. maj 2021.

### Barcelona
Torres skiftede i januar 2022 til FC Barcelona.

## Landsholdskarriere

### Ungdomslandshold
Torres har spillet på flere ungdomslandshold. Han var del af Spaniens U/17-hold som vandt U/17-EM i 2017, og var del af Spaniens U/19-hold som vandt U/19-EM i 2019.

### Seniorlandsholdet
Torres gjorde sin debut for det spanske seniorlandshold den 3. september 2020.